# 噶尔玛索诺木
噶尔玛索诺木（？—1663年?），博尔济吉特氏，阿霸垓部人，清朝初年蒙古人，额驸。
順治四年（1647年）十二月，清太宗第十一女固倫端順長公主嫁噶尔玛索诺木。固倫端順長公主的母亲懿靖大貴妃也是阿霸垓部人。順治七年（1650年）七月，十五岁的固倫端順長公主薨逝。顺治八年（1651年），授噶尔玛索诺木一等精奇尼哈番。丧妻之后，禮親王代善之女又嫁给了他。噶尔玛索诺木加少保兼太子太保。順治末年（1663年），噶尔玛索诺木卒，唐邦治所著的《清皇室四譜》等资料錯記為康熙三年去世。